# سعيد العاص
سعيد العاص مقاوم عربي سوري ولد في سنة 1889 في حماة. تخرج من الكلية الحربية في إسطنبول سنة 1907 وشارك في حرب البلقان. كان من كبار قادة الثورة العربية الكبرى من جماعة الضباط العرب الأحرار ومن ثم حزب العهد بقيادة الفريق عزيز المصري للمطالبة بحق العرب في الحرية والاستقلال التام والسيادة الذاتية على أراضيهم. إضافة إلى كونه ضابط في الجيش العربي، التحق بثورة الشيخ صالح العلي في جبال العلويين وبعدها بثورة إبراهيم هنانو في أقضية حلب ضد العدوان الفرنسي. غادر إلى عمان وعين برتبة عقيد في الجيش الأردني ولكنه استقال حين طُلب منه المشاركة في قتال جيش الملك عبد العزيز آل سعود في الحجاز. عاد إلى سورية عند نشوب الثورة السورية الكبرى سنة 1925 واشترك في بعض المعارك في جبل العرب والغوطة. انضم إلى الثورة في فلسطين سنة 1936 برفقة عبد القادر الحسيني حتى استشهد في معركة الخضر في 6 تشرين الأول من نفس العام.

## تخليد
رثاه كثيرون منهم أمين الريحاني الذي سماه “فارس الثورات”. وكان العاص عضواً في الحزب السوري القومي ويعتبره الحزب من كبار وأوائل شهدائه؛ وله نصب في قرية الخضر.